# 이세은 (축구 선수)
이세은(1989년 2월 27일~)은 대한민국의 여자 축구 선수이다. 인천 현대제철 레드엔젤스 소속으로 활동하며, 2022년 5월 6일에 WK리그 통산 300경기 최다 출전 기록을 세웠다.